# Zoltán Perl
Zoltán Perl (Szombathely, 28 luglio 1995) è un cestista ungherese.
È una guardia molto agile, impiegabile anche nel ruolo di ala piccola.

## Carriera
Nel 2012-13 esordisce a 17 anni nella massima serie ungherese nella squadra della sua città, il Falco KC Szombathely, totalizzando 9 presenze e giocando nel contempo nella selezione under-19 con cui si aggiudica il titolo nazionale. Nella stagione successiva viene inserito in pianta stabile in prima squadra, totalizzando 33 presenze, con una media di 11,1 punti e 2,7 rimbalzi a partita. Nella stagione 2013-2014 si vede assegnata, nonostante la giovane età, la fascia di capitano: migliora le proprie statistiche arrivando alla media partita, su 36 presenze, di 14,7 punti e 3,5 rimbalzi.
Dopo tre anni al Falco KC Szombathely, per la stagione 2015-16 passa nella Serie A italiana all'Orlandina Basket sottoscrivendo un contratto biennale.
Il 28 febbraio 2017 passa all'Universo Treviso Basket, squadra militante in A2.
Ad agosto 2017 è ritornato al Falco KC Szombathely.
Con l'Ungheria ha disputato due edizioni dei Campionati europei (2017, 2022).

## Palmarès
- Campionato ungherese: 4

Falco Szombathely: 2018-19, 2020-21, 2022-23, 2023-24
- Coppa d'Ungheria: 1

Falco Szombathely: 2021